# Vinko Simončič
Vinko Simončič (partizansko ime Gašper), slovenski partizan, častnik, komunist in narodni heroj, * 1914, Čatež pri Trebnjem, † 8. november 1944, Blagovica.
Simončič je padel v boju, za narodnega heroja je bil razglašen 9. maja 1945.